# Papa Leone VIII
Leone VIII (Roma, 910-920 – Roma, 1º marzo 965) è stato il 131º papa della Chiesa cattolica. Fu papa effettivo per due volte distinte, dal 963 al 964 e dal 964 al 965.

## Biografia

### Un laico alla corte papale
Romano di nascita, figlio del protoscrinario Giovanni, apparteneva a una famiglia benestante residente sul clivus Argentarii. Pur ricoprendo l’incarico di protoserinus (cioè protoscrinario, capo della Cancelleria del Laterano), Leone non aveva ricevuto gli ordini sacri: fu il secondo laico a essere eletto papa.
Nell'estate del 963, Leone fu inviato da papa Giovanni XII presso l’imperatore Ottone I di Sassonia, che in quel momento stava assediando nella fortezza di San Leo — situata in territorio pontificio — il deposto re d’Italia Berengario II. La missione aveva lo scopo di protestare contro l’invasione delle terre del Patrimonium Sancti Petri da parte del sovrano tedesco. Tuttavia, Ottone rispose mostrando alcune lettere intercettate che testimoniavano il tradimento del papa: nonostante Giovanni XII lo avesse incoronato imperatore e avesse stretto con lui patti di reciproca lealtà, aveva successivamente cercato un’alleanza politica con Adalberto, figlio di Berengario, in funzione antitedesca.

### L'elezione al Soglio
Ritornato a Roma, Leone visse i tragici momenti che portarono Giovanni XII a fuggire dall’Urbe, incalzato dall’alleato tradito Ottone, e l'apertura del concilio in San Pietro ad opera dello stesso imperatore il 6 novembre, durante il quale vennero pronunciate contro il papa varie gravissime accuse di indegnità. Quando Giovanni, dal suo esilio in Corsica, si rifiutò di comparire davanti al Concilio per discolparsi, lo stesso sinodo il 4 dicembre lo dichiarò decaduto dal Soglio. Ottone, che a questo punto aveva bisogno di un pontefice fidato e di chiara probità morale, andando contro tutte le norme del diritto canonico riguardo al conferimento degli ordini sacri, impose ai vescovi ivi presenti la nomina, inaspettatamente, del morigerato, pio e docile Leone. Il giorno successivo il vescovo cardinale di Ostia, Siccone lo consacrò suddiacono, diacono e presbitero. Il giorno 6 dicembre, nella Basilica di San Pietro, fu consacrato vescovo di Roma dallo stesso Siccone, dal vescovo di Porto e Santa Rufina Benedetto, e dal vescovo di Albano Gregorio.

### I due pontificati

#### Il primo pontificato (6 dicembre 963 - febbraio 964)

##### La fuga da Roma e la reinstaurazione di Giovanni XII
Leone, però, non era ben accetto dai Romani, in quanto imposto con la forza da parte dell'imperatore senza aver prima consultato il popolo. E dunque Ottone preferì rimanere per un po’ a controllare la situazione. Non si sbagliava, e dovette reprimere nel sangue una sollevazione popolare, con tanto di assalto al Vaticano e barricate a ponte Sant'Angelo, scoppiata il successivo 3 gennaio e sobillata da Giovanni XII, repressione che accrebbe l’odio dei Romani nei confronti dell’imperatore e, di conseguenza, del suo papa, sebbene Leone si fosse adoperato per la cessazione delle violenze da parte degli imperiali, nella speranza di recuperare la benevolenza del popolo. Così il Gregorovius riferisce quegli avvenimenti:
(Gregorovius, p. 43)
Sedati i disordini, i Romani, in cambio del perdono, giurarono obbedienza ad Ottone e al papa. Pensando che la situazione in città si fosse ormai finalmente stabilizzata, il 14 febbraio del 964 l'imperatore, rilasciati tutti gli ostaggi romani, partì per una spedizione contro Spoleto, roccaforte di quell'Adalberto figlio di Berengario II che aveva cospirato con Giovanni XII per spodestare Ottone. Ma questa volta s’ingannava:
(Gregorovius, p. 43)
Leone fu scacciato da Roma e riparò a Camerino, presso l'accampamento imperiale. Il 26 febbraio, dopo appena due mesi e mezzo di pontificato, Leone fu deposto da un sinodo tenuto sotto la presidenza dell'ex papa Giovanni XII che, immediatamente rientrato nell'Urbe, aveva ripreso il suo posto come pontefice. Nel maggio del medesimo anno, però, Giovanni XII morì improvvisamente ed il popolo fu chiamato di nuovo ad eleggere il suo successore.

##### L'elezione e la deposizione di Benedetto V
Pochi giorni dopo la morte di Giovanni XII, i Romani elessero, un "loro" pontefice, nella figura del cardinale diacono Benedetto, sfidando apertamente l'imperatore, il "suo" papa Leone e il Privilegium Othonis (l'atto stipulato tra Ottone e Giovanni XII con cui si stabiliva che l'elezione di un pontefice potesse avvenire solo con il consenso dell'imperatore). Ritornato a Roma da Camerino, l'esercito imperiale strinse d'assedio Roma, costringendo i romani ad accettare Leone VIII come legittimo pontefice. Benedetto V fu deposto in un sinodo tenutosi il 23 giugno 964, accettando egli stesso Leone come legittimo pontefice, che dunque divenne papa per la seconda volta. Secondo la tradizione, al sinodo che depose Benedetto Leone concesse all'imperatore e ai suoi successori pieni diritti d'investitura come sovrani d'Italia, ma la genuinità dei documenti sui quali si basa questa ipotesi è più che dubbia. Il cronista Liutprando riferisce che Benedetto, spogliato degli abiti e delle insegne pontificali, si inginocchiò di fronte a Leone, in segno di umiltà e volontaria sottomissione al "nuovo" pontefice: nelle intenzioni di Benedetto, un'abdicazione volontaria. Leone VIII, per tutta risposta, gli spezzò addosso il bastone pastorale: è la prima menzione dello scettro papale.

#### Il secondo pontificato (23 giugno 964-1º marzo 965)
Il secondo pontificato di Leone non ebbe storia. Dopo la partenza di Ottone, il 1º luglio del 964, diretto in Germania insieme al deposto Benedetto V, Leone governò tranquillamente in una Roma in preda al timore di subire ulteriori rappresaglie dell'imperatore, qualora i Romani avessero deciso di ribellarsi un'altra volta. Inoltre, bisogna ricordare come Ottone avesse decretato, alla fine del sinodo del 23 giugno, che l'elezione del nuovo pontefice spettasse solamente all'imperatore, annullando così ogni libertà elettorale del popolo romano. Tale decreto, ricordato da Gregorovius come privilegium Leonis, è però, da considerare un falso, in quanto prodotto in realtà dai sostenitori di Enrico IV durante la lotta per le investiture dell'XI/XII secolo, tesi ribadita sia dal biografo di Leone VIII, Ambrogio Piazzoni, sia dal Duchesne, curatore del Liber pontificalis:
(Liber Pontificalis, p. 250)
Dopo la morte di Leone VIII successe il 1º ottobre Giovanni XIII, 133º papa.

### Nomina di cardinali
Non vi sono notizie della nomina di cardinali da parte di papa Leone VIII.

### Morte e sepoltura
Leone VIII morì il 1º marzo del 965 (o più generalmente ai primi di marzo) e probabilmente fu sepolto in San Pietro.

## Genealogia episcopale
La genealogia episcopale è:
- Cardinale Siccone di Ostia
- Papa Leone VIII

## La questione sulla legittimità

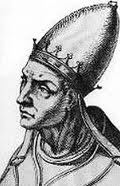
Litografia di papa Leone VIII

Le vicende che intercorsero tra il concilio del 6 novembre 963, quello in cui Ottone I dichiarò decaduto Giovanni XII, e quello del 23 giugno 964, in cui sempre Ottone I dichiarò decaduto Benedetto V e come unico papa legittimo Leone VIII, sono alquanto confuse, ai fini di una corretta cronotassi dei vescovi di Roma. Gli stessi contemporanei (o gli uomini delle generazioni immediatamente successive), si trovarono in difficoltà sulla legittimazione di Giovanni XII, Leone VIII e Benedetto V come papi in questo periodo. Molti elenchi papali medievali, infatti, non annoverano Leone come papa legittimo. Il problema si origina dalla dubbia validità dei concili: quello del 6 novembre 963, in quanto presieduto dall’imperatore, quello del 26 febbraio 964, indetto e presieduto da un papa deposto (Giovanni XII), e quello del 23 giugno 964, anche questo indetto e presieduto da un papa deposto (Leone VIII); in tutti e tre i casi il sinodo deponeva un pontefice, ma se sussistono dubbi sulla validità dei concili, altrettanti ne sussistono sulla conseguente validità degli atti da quelli scaturiti, e quindi sulle deposizioni. L'Annuario Pontificio riporta Giovanni XII regnante fino alla morte, e dunque non dovrebbe essere valida (in quanto regnante il predecessore) l’elezione e consacrazione di Leone VIII, regolarmente riportato invece dal 6 dicembre 963 alla morte; allo stesso modo, essendo vivente il papa precedente, non dovrebbe essere valida l’elezione e consacrazione di Benedetto V, che invece figura tra i papi dal 22 maggio 964 alla morte. Inoltre Leone VIII, in quanto non regolarmente eletto dal clero e popolo romano, sembrerebbe anche per questo motivo doversi considerare piuttosto un “antipapa”. Ma nel 1049, appena 85 anni dopo la sua morte, il successivo Leone prese il numerale "IX" anziché riprendere "VIII". L'erudito ottocentesco Gaetano Moroni, che considera Leone VIII un antipapa, giustifica la scelta di Leone IX con la necessità di non scontrarsi con l'allora imperatore germanico Enrico III, lontano discendente di Ottone I. Oggi molti elenchi papali mettono in rilievo questi dubbi ponendo Leone VIII prima di Benedetto V e sovrapponendo, nello stesso mese, i loro pontificati, in quanto, formalmente, Leone fu eletto prima di Benedetto. Claudio Rendina, chiosa tale discussione asserendo che:
(Rendina, p. 334)
A comprovare ciò è la stessa cronotassi riportata sul sito del Vaticano, ove Leone VIII appare come regnante tra il 4/6 dicembre 963 e il marzo 965. Ed infatti, per la Chiesa cattolica, Leone VIII viene considerato pontefice legittimo, e la sua effigie è presente, come si può notare dal sito del Vaticano, nella basilica di San Paolo fuori le Mura.